# Wriezen
Wriezen är en stad i Landkreis Märkisch-Oderland i förbundslandet Brandenburg i Tyskland.

## Geografi
Staden befinner sig på västra sidan av låglandet Oderbruch vid floden Alte Oder i Landkreis Märkisch-Oderland. Området omfattar både lågt belägen flack Oderbruch och den högt belägen kuperad Barnimlandskapet. Mittemellan finns Wriezener Terrassen, en för natyrskydden betydande högre nivå av låglandet.

### Stadsuppdelning
Wriezen består av nio administrativa stadsdelar (Ortsteile):
- Altwriezen-Beauregard
- Biesdorf
- Eichwerder
- Frankenfelde. Tidigast omnämnd 1375. Frankenfelde har 168 invånare och ligger i den södra delen, och är sedan 2003 en del av staden Wriezen. En noterbar byggnad är den gamla kyrkan, vilken restaurerades 2002.
- Haselberg
- Lüdersdorf
- Rathsdorf
- Schulzendorf
- Wriezens stadskärna

## Kultur och sevärdheter
Det finns en "Deichfest" varje sommar, till minne av översvämningen i floden Oder 1997. Wriezen har ett litet stadsmuseum och i centrum ligger ruinen av kyrkan som förstördes 1945. Det finns också en gammal judisk kyrkogård.

## Kommunikationer

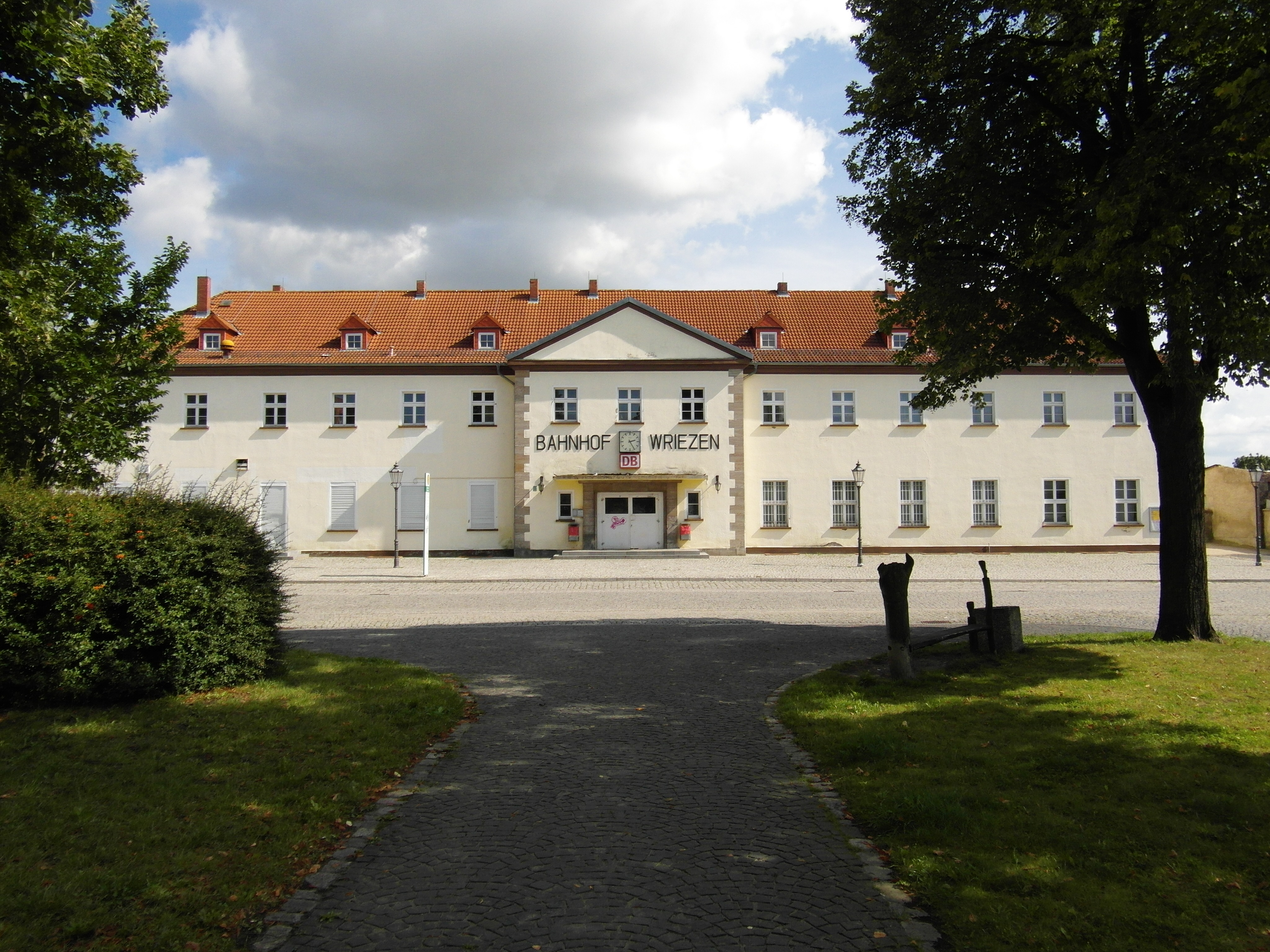
Järnvägsstationen

Wriezen har en järnvägsstation på sträckan Eberswalde - Frankfurt (Oder), som trafikeras i entimmestakt av regionaltåg mot Eberswalde - Berlin-Lichtenberg och i andra riktningen mot Frankfurt (Oder). Järnvägssträckan Wriezener Bahn som tidigare förband staden direkt med Berlin och Jädickendorf (nuvarande Godków i Polen) är idag nedlagd på avsnittet förbi Wriezen.
Genom orten passerar förbundsvägen Bundesstrasse 167 (Wusterhausen/Dosse - Eberswalde - Lebus).

## Kända ortsbor
- Andreas Ebertus, (1479-1557), luthersk teolog.
- Samuel Bleichröder, (1779-1855), bankir och grundare av Bleichröder.
- Franz Körte, (1782-1845), natur- och lantbruksvetare.
- Nobutsugu Koenuma, (1908-1946), japansk läkare i Tyskland.
- Michael Succow, (född 1941), biolog, pristagare Right Livelihood Award 1997.
- Cornelia Froboess, (född 1943), sängerska och skådespelerska.
- Hartmut Meyer, (född 1943), ingenjör, politiker, stadsutvecklings-, trafik- och byggnadsminister av Brandenburg 1993-2003.

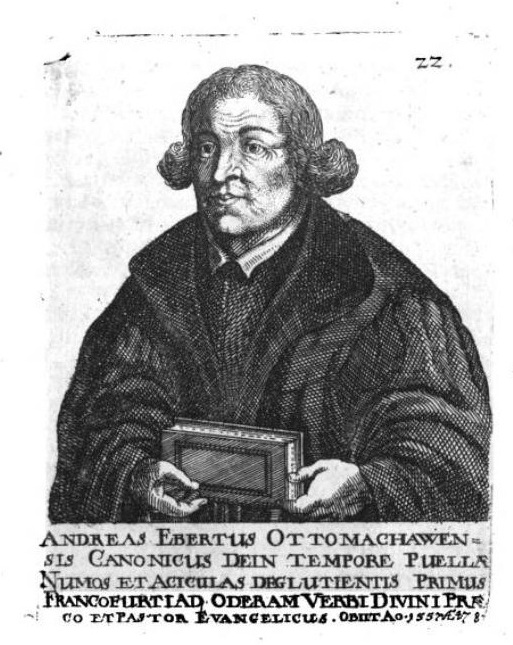
Andreas Ebertus
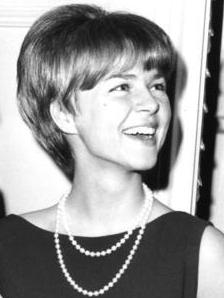
Cornelia Froboess
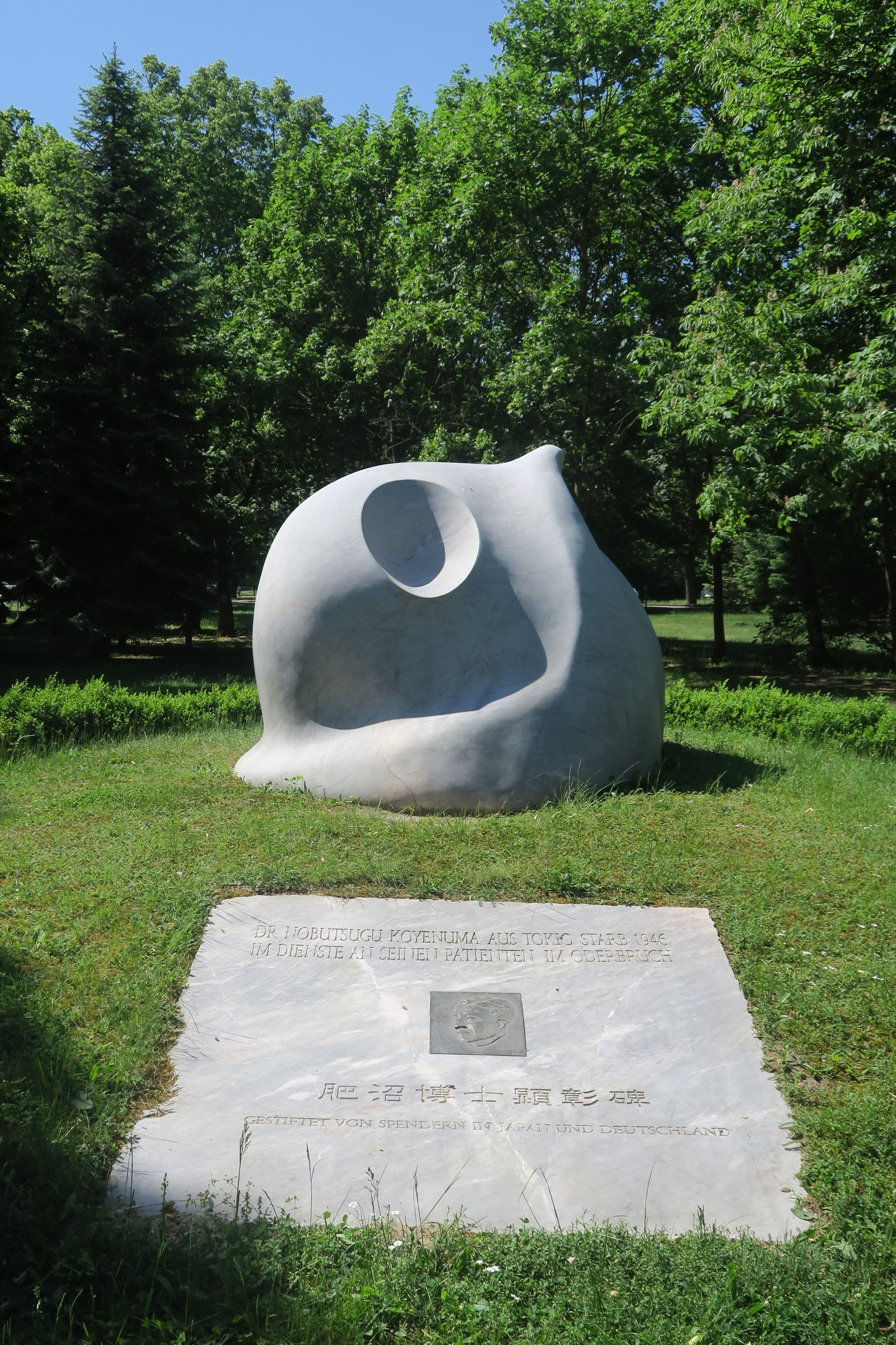
Koenuma-Monumentet

## Vänorter
- Mieszkowice (Bärwalde), Polen
- Hachiōji, Japan